# Джеймі Макшейн
Джеймі Макшейн — американський актор, найвідоміший своїми ролями у фільмах "Сини анархії ", "Південна країна " та "Кровна лінія ", а також роллю агента Джексона у фільмах "Кінематографічного всесвіту Marvel " (MCU) "Тор " (2011) та "Месники " (2012). 2021 року він знявся в кримінальному телесеріалі CSI: Vegas. У травні 2022 року він зіграв детектива Ленкфорда у серіалі Netflix «Адвокат Лінкольна». У 2022 він знявся у серіалі «Венздей».

## Раннє життя
Джеймі Макшейн народився та виріс у Північному Нью-Джерсі разом зі своїми чотирма братами та сестрами. МакШейн здобув ступінь бакалавра англійської мови в Ричмондському університеті в 1988 році.
Фільми Макшейна включають «Зниклу дівчину» і "Арго ".
У жовтні 2016 року Макшейн здобув нагороду «Мальтійський сокіл» за роль Еріка О'Беннона в серіалі "Родовід". Нагороду присудив кінофестиваль ім. Гемфрі Богарта в Кі-Ларго та вручив син Гемфрі Богарта Стівен.

## Фільмографія

### Фільми
| рік      | Назва                           | Роль                                            | Примітки       |
| -------- | ------------------------------- | ----------------------------------------------- | -------------- |
| 1997 рік | В'язниця округу Мейкон          | Заступник 1                                     |                |
| 1998 рік | Переписник                      | Майкл Джекобі                                   | Короткий фільм |
| 2002 рік | Швидкість руху                  | Майлз Вановер                                   |                |
| 2002 рік | Ідіть до банкроту               | Детектив Росс                                   |                |
| 2002 рік | Легенда про примарного вершника | Віктор                                          |                |
| 2002 рік | добре.                          | ред                                             | Короткий фільм |
| 2003 рік | Гідж                            | Отець Лонерган                                  | Короткий фільм |
| 2003 рік | Велика крадіжка Парсонс         | Диктор радіо                                    |                |
| 2004 рік | Chasing Daylight                | Тато                                            | Короткий фільм |
| 2004 рік | Ти так йдеш до пекла!           | Федеріко                                        |                |
| 2005 рік | Заручник                        | Джо Мак                                         |                |
| 2005 рік | Сьогодні ти помреш              | Вінсент                                         | відео          |
| 2006 рік | Другий шанс                     | арбітр                                          |                |
| 2007 рік | Хто ви, містере Брукс?          | Технік криміналістичної лабораторії             |                |
| 2007 рік | Камера на день народження Ніки  | Дейв                                            |                |
| 2007 рік | Дивись                          | Беррі Креббс                                    |                |
| 2008 рік | Послуга за послугу              | Людина на тротуарі                              |                |
| 2008 рік | Фрагменти                       | Стікмен                                         |                |
| 2008 рік | Гордість і слава                | Лейтенант Фрікер                                |                |
| 2008 рік | Привиди Моллі Хартлі            | Батько Лорел                                    |                |
| 2009 рік | Директор дискотеки              | Тато                                            |                |
| 2011 рік | Тор                             | Агент Джексон                                   |                |
| 2011 рік | У моїй кишені                   | Джері                                           |                |
| 2011 рік | Генрі                           | Марк                                            | Короткий фільм |
| 2012 рік | Месники                         | Agent Jackson (Celebration Montage Interviewee) |                |
| 2012 рік | Арго                            | Вільям Дж. Догерті                              |                |
| 2012 рік | Відблиск: Полювання             | Берк                                            |                |
| 2014 рік | 50 до 1                         | Дейв Коті                                       |                |
| 2014 рік | Стерв'ятник (фільм)             | Ошалений автомобіліст                           |                |
| 2014 рік | Загублена (фільм)               | Доннеллі                                        |                |
| 2014 рік | Урожай                          | Чоловік                                         | Короткий фільм |
| 2017 рік | Найзліша людина в Техасі        | Капітан Кольт                                   |                |
| 2018 рік | Минули ті дні                   | Доктор Дженкінс                                 |                |
| 2019 рік | Тоґо (фільм)                    | Скотт Аллан                                     |                |
| 2020 рік | Манк                            | Шеллі Меткалф                                   |                |

### Серіали
| рік           | Назва   | Роль           | Примітки |
| ------------- | ------- | -------------- | -------- |
| 2022-2025 рік | Венздей | Донован Ґелпін |          |